# ژاک ایژلا
ژاک ایژلا (فرانسوی: Jacques Higelin‎; ۱۸ اکتبر ۱۹۴۰ – ۶ آوریل ۲۰۱۸) خواننده پاپ اهل فرانسه بود. وی بین سال‌های ۱۹۶۹ تا ۲۰۱۸ میلادی فعالیت می‌کرد.